# Queen Size Bed
Série
Un lit pour quatre
(2002)
Pour plus de détails, voir Fiche technique et Distribution.
Queen Size Bed (Los 2 lados de la cama) est un film espagnol réalisé par Emilio Martínez-Lázaro et sorti en 2005 en Espagne et  en 2007 en France.
C'est un film musical relatant une comédie sentimentale. Il fait suite à Un lit pour quatre.

## Fiche technique
- Titre français : Queen Size Bed
- Titre original : Los 2 lados de la cama
- Réalisation : Emilio Martinez Lazaro
- Scénario : David Serrano
- Photographie : Juan Molina
- Montage : Fernando Pardo
- Musique originale : Roque Baños
- Direction artistique : Juan Botella
- Costumes : Alberto Luna
- Production : Tomás Cimadevilla
- Sociétés de production : Telespan 2000, Canal+ España, Estudios Picasso, Impala, Telecinco
- Distribution : Buena Vista International Spain (Espagne, sortie en salles), Optimale (France, sortie en salle et DVD)
- Pays d'origine :  Espagne
- Langue : espagnol
- Format : 2,35:1, couleur
- Durée : 104 minutes (1 h 44)
- Dates de sortie : 
  - Espagne : 21 décembre 2005
  - France : 31 octobre 2007

## Distribution
- Ernesto Alterio : Javier
- Verónica Sánchez : Marta
- Guillermo Toledo : Pedro
- Lucía Jiménez : Raquel
- Alberto San Juan : Rafa
- María Esteve : Pilar
- Pilar Castro : Carlota
- Secun de la Rosa : Carlos
- Juana Acosta : Grema